# Santa Brigida, Lombardiet
Santa Brigida är en ort och kommun i provinsen Bergamo i regionen Lombardiet i Italien. Kommunen hade 542 invånare (2018).